# Carrarese Calcio 1908 2016-2017
Questa voce raccoglie le informazioni riguardanti della Carrarese Calcio 1908 nelle competizioni ufficiali della stagione 2016-2017.

## Stagione
Nella stagione 2016-2017 la Carrarese disputa il girone A del campionato di Serie C, raccoglie 39 punti, con il sedicesimo posto. Per ottenere la salvezza ha dovuto disputare i Play-out contro la Lupa Roma, vincendo entrambe le gare (1-0) e mantenendo così la categoria. La stagione dei gialloazzurri è iniziata con il tecnico Andrea Danesi che è stato sostituito dalla 28ª giornata da Aldo Firicano. Discreto il girone di andata chiuso con 22 punti, meno buono il percorso nel girone di ritorno, terminato con un bottino di 17 punti, non sufficienti per festeggiare la salvezza. Raggiunta a fine maggio, con le due vittorie decisive con la Lupa Roma. Così la Carrarese disputerà il prossimo campionato di terzo livello che tornerà a chiamarsi Serie C. Partecipa anche alla Coppa Italia Tim Cup quella nazionale, perdendo subito nel primo turno giocato il 31 luglio, (1-2) con l'Arezzo. Nella Coppa Italia di Lega Pro la Carrarese supera i sedicesimi pareggiando (0-0) a Livorno e vincendo ai rigori (3-4), negli ottavi incrocia il Padova, che si impone (0-1) allo Stadio dei Marmi.

## Organigramma societario
Area direttiva
- Presidente: Salvo Zangari
- Vicepresidente: Roberto Graziani

Area tecnica
- Allenatore: Andrea Danesi, poi Aldo Firicano
- Allenatore in seconda: Giorgio Cricca
- Collaboratore tecnico: Massimo Gazzoli,  Simone Conti
- Preparatore atletico: Diego Gemignani
- Preparatore dei portieri: Emiliano Betti

Area sanitaria
- Responsabile: Marco Piolanti
- Medici sociali: Giuseppe Rogato
- Fisioterapista:  Andrea Biagini
- Massaggiatori: Fausto Ferrari

## Rosa
Rosa tratta dal sito ufficiale della Carrarese
| N. |                   | Ruolo | Calciatore           |
| -- | ----------------- | ----- | -------------------- |
| 1  | Italia (bandiera) | P     | Ettore Lagomarsini   |
| 2  | Italia (bandiera) | C     | Francesco Rampi      |
| 3  | Italia (bandiera) | D     | Valerio Foglio       |
| 4  | Italia (bandiera) | C     | Giacomo Rosaia       |
| 5  | Italia (bandiera) | D     | Matteo Battistini    |
| 6  | Italia (bandiera) | D     | Leonardo Massoni     |
| 7  | Italia (bandiera) | A     | Roberto Floriano     |
| 8  | Italia (bandiera) | C     | Massimiliano Marsili |
| 9  | Italia (bandiera) | A     | Luca Miracoli        |
| 10 | Italia (bandiera) | A     | Gennaro Tutino       |
| 11 | Italia (bandiera) | C     | Simone Del Nero      |
| 12 | Italia (bandiera) | P     | Pierfrancesco Greci  |
| 13 | Italia (bandiera) | D     | Giacomo Benedini     |
| 14 | Italia (bandiera) | D     | Paolo Migliavacca    |
| 15 | Italia (bandiera) | C     | Davide Petermann     |

| N. |                   | Ruolo | Calciatore          |
| -- | ----------------- | ----- | ------------------- |
| 16 | Italia (bandiera) | C     | Yuri Amico          |
| 17 | Italia (bandiera) | C     | Marco Cristini      |
| 18 | Italia (bandiera) | A     | Aimone Calì         |
| 19 | Italia (bandiera) | C     | Alberto Torelli     |
| 20 | Italia (bandiera) | A     | Tito Marabese       |
| 21 | Italia (bandiera) | A     | Alex Rolfini        |
| 22 | Italia (bandiera) | P     | Nikita Contini      |
| 23 | Italia (bandiera) | C     | Filippo Brondi      |
| 24 | Italia (bandiera) | A     | Davide Massaro      |
| 25 | Italia (bandiera) | D     | Nazzareno Belfasti  |
| 26 | Italia (bandiera) | D     | Tiziano Andrei      |
| 27 | Italia (bandiera) | C     | Nicola Dell'Amico   |
| 28 | Italia (bandiera) | C     | Simone Bastoni      |
| 29 | Italia (bandiera) | C     | Daniele Galloppa    |
| 30 | Italia (bandiera) | A     | Francesco Finocchio |

## Risultati

### Lega Pro - girone A

#### Girone di andata
| Arbitro: | Meleleo (Casarano) |

|                      |           |                     |
| Bruno 25’ Perico 86’ | Marcatori | 60’ (rig.) Floriano |

| Arbitro: | Pasciuta (Agrigento) |

|                      |           |                              |
| M. Corradi 6’ (aut.) | Marcatori | 41’, 69’ Grossi 86’ Polidori |

| Arbitro: | Guccini (Albano Laziale) |

|              |           |  |
| Maritato 75’ | Marcatori |  |

| Arbitro: | Mantelli (Brescia) |

|                                                     |           |  |
| Del Nero 1’ Rosaia 47’ Migliavacca 65’ Cristini 86’ | Marcatori |  |

| Arbitro: | Camplone (Pescara) |

|  |           |              |
|  | Marcatori | 29’ Lucchini |

| Arbitro: | Vigile (Cosenza) |

|                                  |           |  |
| Gyasi 15’ Hamlili 57’ Rovini 86’ | Marcatori |  |

| Arbitro: | Garofalo (Torre del Greco) |

|              |           |              |
| Floriano 35’ | Marcatori | 60’ Picascia |

| Arbitro: | Santoro (Messina) |

|  |           |                |
|  | Marcatori | 56’ Dell'Amico |

| Carrara 16 ottobre 2016 9ª giornata | Carrarese        | 0 – 0 | Renate | Stadio dei Marmi\| Arbitro: \| De Tullio (Bari) \| |
| Arbitro:                            | De Tullio (Bari) |       |        |                                                    |

| Arbitro: | Provesi (Treviglio) |

|  |           |                     |
|  | Marcatori | 61’ (rig.) Floriano |

| Arbitro: | Annaloro (Collegno) |

|             |           |  |
| Rolfini 77’ | Marcatori |  |

| Arbitro: | Fiorini (Frosinone) |

|                           |           |  |
| Marotta 45’ Mendicino 47’ | Marcatori |  |

| Arbitro: | Ayroldi (Molfetta) |

|                                              |           |                    |
| Floriano 63’ Del Nero 69’ (rig.) Bastoni 80’ | Marcatori | 86’ (rig.) Pessina |

| Arbitro: | Maggioni (Lecco) |

|                   |           |             |
| González 54’, 82’ | Marcatori | 63’ Torelli |

| Arbitro: | De Santis (Lecce) |

|                 |           |            |
| Marano 31’, 44’ | Marcatori | 8’ Marsili |

| Arbitro: | Boggi (Salerno) |

|                                                          |           |           |
| Floriano 31’ (rig.) Tutino 40’ Miracoli 72’ Del Nero 86’ | Marcatori | 68’ Kouko |

| Arbitro: | Zingarelli (Siena) |

|                         |           |                         |
| Kabashi 34’ Disanto 47’ | Marcatori | 8’ Marsili 40’ Miracoli |

| Arbitro: | D'Ascanio (Ancona) |

|              |           |           |
| Miracoli 49’ | Marcatori | 87’ Forte |

| Arbitro: | Capone (Palermo) |

|                             |           |              |
| Baldassin 42’ M. Fofana 63’ | Marcatori | 68’ Benedini |

#### Girone di ritorno
| Arbitro: | Mei (Pesaro) |

|  |           |                                               |
|  | Marcatori | 75’, 90+2’ Marotta 82’ Pinardi 89’ A. Ferrari |

| Arbitro: | Miele (Torino) |

|                      |           |                 |
| Moscardelli 72’, 77’ | Marcatori | 47’ Migliavacca |

| Arbitro: | Ranaldi (Tivoli) |

|  |           |                                 |
|  | Marcatori | 29’ Maritato 77’ (rig.) Cellini |

| Arbitro: | Natilla (Molfetta) |

|                          |           |  |
| Tomi 28’ Tavano 42’, 84’ | Marcatori |  |

| Arbitro: | Marchetti (Ostia Lido) |

|                                      |           |                                            |
| Belingheri 25’, 90+1’ Maiorino 45+1’ | Marcatori | 39’ (rig.) Floriano 61’ Rolfini 72’ Rosaia |

| Arbitro: | Pashuku (Albano Laziale) |

|                            |           |                    |
| Cristini 23’ Finocchio 89’ | Marcatori | 34’ (rig.) Minotti |

| Arbitro: | Amoroso (Paola) |

|                                         |           |             |
| Tiritiello 55’ M. Berardi 64’ Gelli 68’ | Marcatori | 50’ Bastoni |

| Arbitro: | Gariglio (Pinerolo) |

|  |           |                               |
|  | Marcatori | 14’, 48’ Pugliese 33’ Pesenti |

| Arbitro: | Paterna (Teramo) |

|             |           |  |
| Florian 76’ | Marcatori |  |

| Arbitro: | Boggi (Salerno) |

|                                                           |           |  |
| Miracoli 5’, 70’ Floriano 12’, 72’ Gentili 15’ Rosaia 88’ | Marcatori |  |

| Arbitro: | Cudini (Fermo) |

|                          |           |  |
| Taugourdeau 45+1’ (rig.) | Marcatori |  |

| Arbitro: | Lorenzin (Castelfranco Veneto) |

|                                |           |  |
| Rosaia 45’ Floriano 90’ (rig.) | Marcatori |  |

| Arbitro: | Strippoli (Bari) |

|                  |           |                                 |
| Le Noci 80’, 82’ | Marcatori | 37’ (rig.) Floriano 84’ Bastoni |

| Arbitro: | Paolini (Ascoli Piceno) |

|  |           |              |
|  | Marcatori | 32’ Barlocco |

| Arbitro: | Ayroldi (Molfetta) |

|              |           |            |
| Miracoli 76’ | Marcatori | 39’ Neglia |

| Arbitro: | Fiorini (Frosinone) |

|           |           |              |
| Kouko 64’ | Marcatori | 10’ Cristini |

| Arbitro: | Sozza (Seregno) |

|                                   |           |  |
| Finocchio 24’ Floriano 40’ (rig.) | Marcatori |  |

| Arbitro: | Prontera (Bologna) |

|                  |           |  |
| Fanucchi 8’, 25’ | Marcatori |  |

| Carrara 6 maggio 2017 38ª giornata | Carrarese         | 0 – 0 | Lupa Roma | Stadio dei Marmi\| Arbitro: \| Piscopo (Imperia) \| |
| Arbitro:                           | Piscopo (Imperia) |       |           |                                                     |

### Play-out
| Arbitro: | Mantelli (Brescia) |

|  |           |             |
|  | Marcatori | 13’ Gentili |

| Arbitro: | Proietti (Terni) |

|            |           |  |
| Tutino 87’ | Marcatori |  |

### Coppa Italia

#### Turni eliminatori
| Arbitro: | Bertani (Pisa) |

|            |           |               |
| Tutino 88’ | Marcatori | 5’, 97’ Sirri |

### Coppa Italia Lega Pro
| Arbitro: | Lorenzin (Castelfranco Veneto) |

|                                        |                      |                                            |
| Borghese Cellini Luci Ferchichi Murilo | Tiri di rigore 3 – 4 | Del Nero Miracoli Marabese Torelli Bastoni |

| Arbitro: | Paterna (Teramo) |

|  |           |            |
|  | Marcatori | 12’ Gaiola |